# Brno hlavní nádraží

Brno hlavní nádraží (deutsch: „Brünn Hauptbahnhof“) ist der zentrale Personenbahnhof im Eisenbahnknoten Brünn (Brno). Er liegt unmittelbar östlich der Altstadt und geht auf die Bahnhöfe der k.k. priv. Kaiser Ferdinands-Nordbahn und der k.k. Nördlichen Staatsbahn aus den Jahren 1838 und 1849 zurück.
Heute ist der Brünner Hauptbahnhof ein bedeutender Knotenbahnhof am Paneuropäischen Eisenbahnkorridor IV von Dresden nach Südosteuropa. Mit Stand Jahresfahrplan 2017 wird der Bahnhof von direkten internationalen Fernzügen in den Relationen Hamburg–Berlin–Budapest und Prag–Wien–Graz berührt.

## Lage im Stadtraum
Der Bahnhof Brünn wurde bereits 1838 vorm damaligen, 1835 erst neu errichteten „Ferdinandsthore“, also unmittelbar vor den damaligen Toren der Stadt zwischen Graben und Stadtmauer, angelegt. Er befindet sich heute noch fast genau an der gleichen Stelle, südöstlich des Stadtzentrums, das Empfangsgebäude ist heute nur minimal weiter nordöstlich gelegen. Südöstlich grenzt er an den Stadtteil Trnitá. Die Rangier- und Güteranlagen befinden sich heute außerhalb des Bahnhofs an weiter entfernt liegenden Stellen, z. B. Brno dolní nádraží. Vor dem Bahnhof verkehren die meisten Straßenbahnlinien mit Haltestelle, unweit davon vor den ehemaligen Anlagen des Bahnhofs der StEG befindet sich heute eine zentrale Haltestelle der O-Bus-, Omnibus- und anderen Straßenbahnlinien. Eine Unterführung, von der Josefská ausgehend, unter dem Bahnhofsvorplatz (Nádražní) und dem Bahnhof verlaufend, verbindet dann weiter über Brücken und durch Einkaufszentren das Stadtzentrum mit dem Bahnhof und dem Zentralen Busbahnhof Zvonařka.

## Geschichte

Erster Brünner Bahnhof der KFNB

Ankunft des ersten Zuges in Brünn

Der Brünner Bahnhof erfuhr im Laufe der Geschichte durch stetig steigendes Verkehrsaufkommen mehrere Erweiterungen und Umbauten.

### Bahnhof 1838–1849
Brünn war nach Wien und Budapest die dritte Großstadt der Österreich-Ungarischen Monarchie und die erste in den Böhmischen Ländern mit Eisenbahnanbindung, in diesem Fall an die Kaiser Ferdinands-Nordbahn. Sie führte von Wien über Lundenburg nach Brünn und im anderen Zweig von Lundenburg weiter nach Krakau und Bochnia. Der erste Bahnhof Brünns wurde dazu bereits 1838 vorm damaligen, 1835 erst neu errichteten „Ferdinandsthore“ als Kopfbahnhof angelegt. Meist wird er kurz Nordbahnhof/Severní nádraží genannt, korrekt: Bahnhof der Kaiser Ferdinands-Nordbahn/Nádraží Severní dráhy císaře Ferdinandovy. Ingenieur Carl von Ghega musste dazu sowohl die Schwarzawa als auch die Wiener Straße überbrücken. Danach schloss sich ein im Bogen und mit Steigung erbautes, 637 m langes Viadukt mit 72 Bögen an, um den Bahnhof zu erreichen. Bereits am 11. November 1838 sah man dort die Lokomotive „Moravia“, am 15. Dezember 1838 wurde die Strecke Brünn Raigern, am 7. Juli 1838 die Gesamtstrecken unter starker Teilnahme der Bevölkerung eröffnet. Für die 144 km von Wien nach Brünn benötigte der Zug 4¼ Stunden.

### Bahnhof 1849–1869
Den zweiten Bahnhof bekam die Stadt 1849 in Zusammenhang mit dem Bau der k.k. Nördlichen Staatsbahn von Brünn nach Böhmisch Trübau (Česká Třebová) und weiter nach Prag. Dieser Bahnhof wird Staatsbahnhof/Státní nádraží genannt. Beide Bahnhofsgelände lagen unmittelbar beieinander und wurden durch Gleise miteinander verbunden, so dass an Stelle des erst 10 Jahre vorher errichteten Empfangsgebäudes der Kaiser Ferdinands-Nordbahn ein neues, symmetrisches Empfangsgebäude als Gemeinschaftsbahnhof mit je einem Flügel für jede Eisenbahngesellschaft gebaut wurde. Die Umgestaltung erfolgte durch Eisenbahningenieur Anton Jüngling. Neben der Erweiterung der südlich des EG liegenden technischen Anlagen der KFNB wie Lokschuppen, Magazine, Werkstätten und Güteranlagen wurden südlich des Empfangsgebäudes, jenseits der Straße Nádražní/Křenová, die dazu überbrückt werden musste, die der StEG neu angelegt.

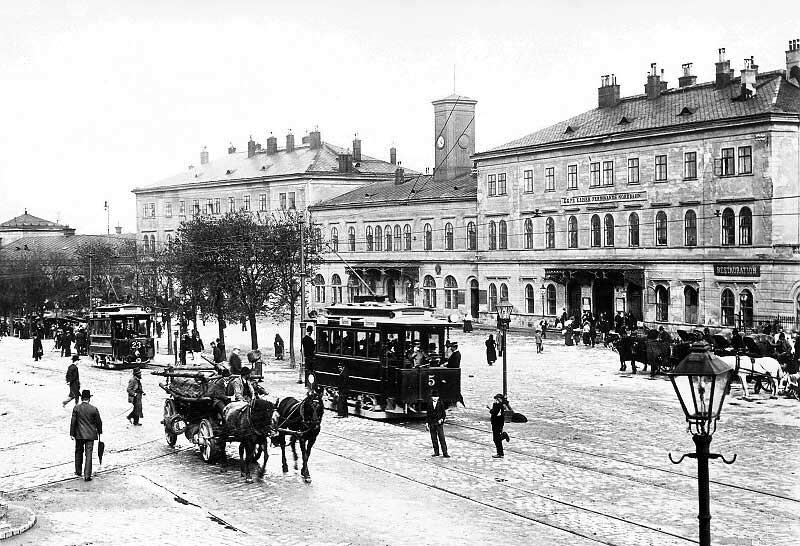
Brünn Nord- und Staatsbahnhof (um 1901)

Als dritter Bahnhof kam 1856 der Rossitzer Bahnhof (heute Brno dolní nádraží) der Brünn-Rossitzer Eisenbahn am Ende der Dornrössel-Gasse (ulica Trnitá) im Ortsteil Trnitá dazu. Dort begann die Strecke über Strelitz (Střelice) nach Segen Gottes (heute Zastávka mit seinen Steinkohlengruben).

### Bahnhof 1869–1883
1869 wurde die Strecke Brno–Přerov der KFNB eröffnet, welche ebenfalls von Süden, die Rossitzer Strecke kreuzend, zusammen mit der Strecke aus Lundenburg in den Bahnhof der KFNB einmündete.
Ständige Konkurrenz und Querelen zwischen der KFNB und der StEG kennzeichneten diese und die nachfolgenden Jahre, die sich auch auf die Bahnprojekte und die Streckenführung sowie die Brünner Bahnhöfe auswirkten.
Als 1870 die Strecke von Strelitz nach Grusbach (Hrušovany nad Jevišovkou) eröffnet und damit die Verbindung an die Ostbahn durch die k.k. Nördliche Staatsbahn hergestellt war, führte die Strecke nach wie vor in Ober Gerspitz (Horní Heršpice über die Kaiser Ferdinands-Nordbahn) hinweg zum Rossitzer Bahnhof und durch diesen über eine neu erbaute, auf hohem Damm geführten Verbindung entlang der ulice Trnitá zum Staatsbahnhof der Nördlichen Staatsbahn. 1869/70 werden die Bahnhofsanlagen daher erneut erweitert und umgebaut, diesmal durch den Baumeister Josef Arnold. Der Rossitzer Bahnhof wird im gleichen Jahr in einen Güterbahnhof umgewandelt.
1877 wurde die Brünn-Rossitzer Eisenbahn von der StEG vollständig übernommen, nachdem sie diese bereits seit 1870 zur Benutzung gepachtet hatte.

### Bahnhof 1883–1902
1883 bis 1888 wurde die Strecke zum Vlarapass (Brno–Vlárský průsmyk) durch die StEG erbaut. Dabei wurde auch eine Verbindungskurve von dieser Strecke über Židenice an die Strecke nach Česká Třebová eingerichtet. Ebenso 1886 wurde die Verlängerung der Rossitzer Bahn von Segen Gottes (Zastávka) nach Iglau (Jihlava) mit Anschluss an die Österreichische Nordwestbahn als Teil einer „Böhmisch-Mährischen Transversalbahn“ gebaut. Somit führt die Strecke aus Iglau über Strelitz durch den Rossitzer Bahnhof zum Staatsbahnhof. 1885 eröffnete die StEG die Strecke Brünn–Tischnowitz. Die
Bahnhofsanlagen werden in diesen Jahren erneut erweitert, gleichzeitig erhalten beide Bahnhofsteile die seinerzeit modernsten Güterabfertigungen.

Bahnhofsplatz mit dem „Centralbahnhof“

Rückansicht des Bahnhofs 1905, im Vordergrund die 1870 gebaute Verbindung zum Rossitzer Bahnhof

### Bahnhof 1902–heute

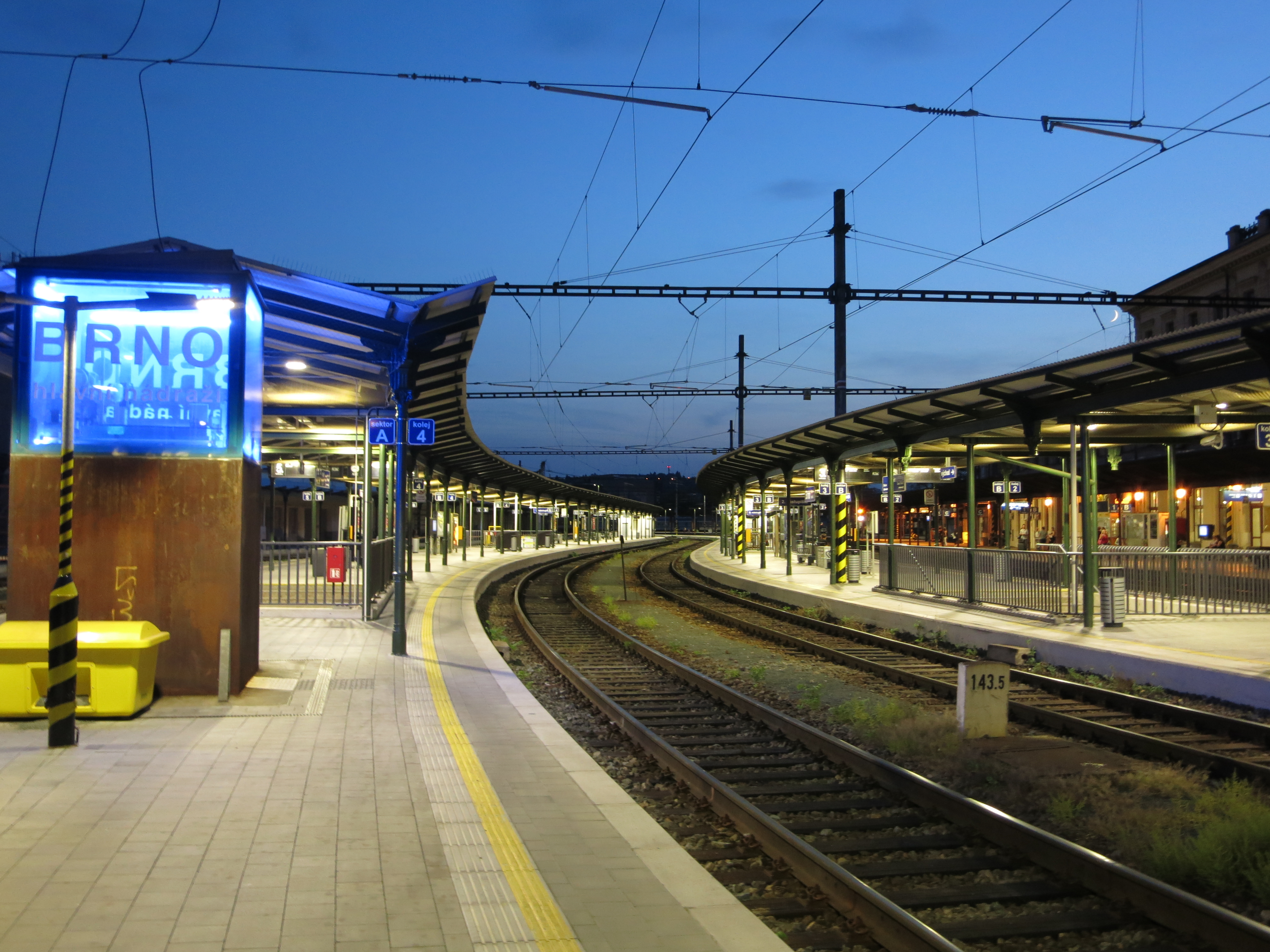
Gleis 4 und 3

1902 bis 1905 wurde der Hauptbahnhof erneut umgebaut. Seitdem beginnen und enden alle Züge in diesem Bahnhof, da 1904 eine Verbindung von der Rossitzer Bahn zur KFNB gebaut wurde. Deshalb nennt sich der Bahnhof nun „Centralbahnhof“ oder einfach Bahnhof Brünn. Ebenso 1905 erfolgte die durchgängige Inbetriebnahme der Strecke Brünn–Tischnowitz–Deutsch Brod. 1906 wurde die KFNB in die kkStB verstaatlicht, 1907 übernahm letztere auch den Betrieb, so dass nun endgültig die Betriebsführung in Brünn in einer Hand lag.
1927 wurde eine große Verbindungskurve (Komárovská Spojka) vom Hauptbahnhof zur Strecke Brünn-Wlarapass gebaut. Dies vereinfachte die Betriebsführung Richtung Osten erheblich.
1945, 1953 und 1962 wurden weitere Veränderungen und Verbesserungen der Streckenführungen in und um Brno vorgenommen. 1970 wurde dann auch die direkte Anbindung des Rossitzer Bahnhofs zum Staatsbahnhof von 1870 abgerissen und nach und nach überbaut. Ein kleiner Teil blieb jedoch beim Bau des Einkaufszentrums Vaňkovka erhalten.

### Neubauplanungen
Auf Grund der schwierigen und komplexen Historie und der daraus resultierenden, für weitere Erweiterungen ungünstigen Lage des jetzigen Bahnhofs wurde ein Projekt diskutiert, das den Bahnhof um einige hundert Meter nach Süden verlegen wollte. Ein Referendum konnte die Pläne eine Zeitlang, auch auf Grund immenser Kosten, verhindern. Gegner argumentierten, dass am neuen Standort Nahverkehrsanbindungen fehlen und der Weg zum Stadtzentrum wesentlich weiter sei als bisher.
Als Alternative wurde schließlich ein Neubau auf dem Areal des heutigen Bahnhofes Brno dolní nádraží favorisiert. Im Juni 2024 genehmigte das tschechische Verkehrsministerium dieses Vorhaben. Die Realisierung ist zwischen 2028 und 2035 vorgesehen.

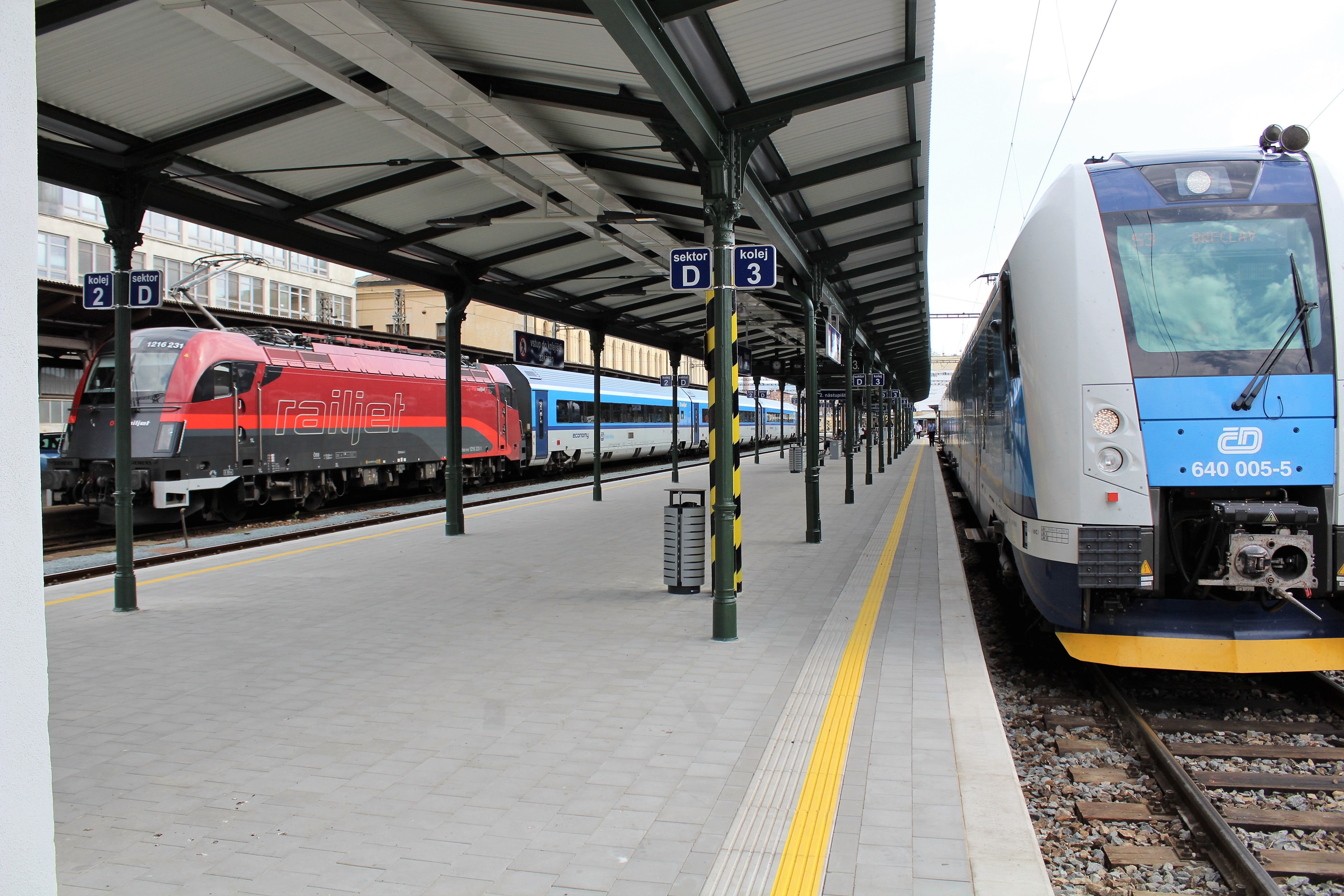
Railjet-Garnitur, Zug Graz–Wien–Brünn–Prag, Abfahrt nach Prag

Bahnkorridor TEN-T 22

## Beschreibung

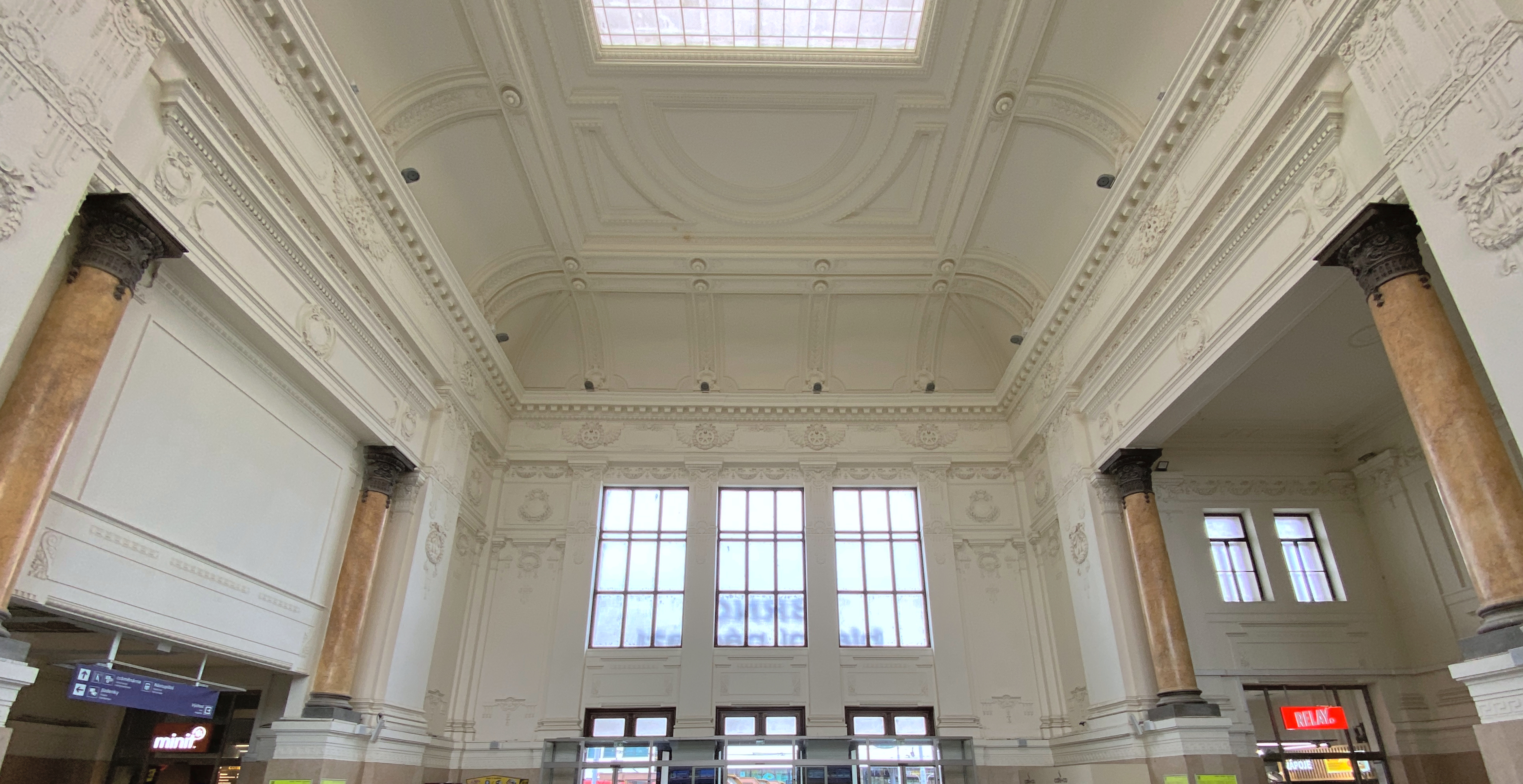
Innenansicht der Empfangshalle im Jugendstil

Der heutige Jugendstil-Bau des Architekten Josef Nebehosteny aus den Jahren 1902 bis 1905 besteht aus der Haupthalle mit zwei Nebenflügeln. Er wurde unter Verwendung des Vorgänger-Baus von 1849 errichtet. In der Hauptfassade rechts und links des Hauptportals befanden sich ursprünglich zwei Uhr-Türme, von denen jedoch der rechte nach einem Luftangriff im Jahr 1944 zerstört und nicht wieder errichtet wurde. Neben der eindrucksvollen Jugendstil-Empfangshalle befindet sich im linken Bahnhofsflügel (links des Haupteingangs) auch noch das originale Bahnhofsrestaurant mit Jugendstilausstattung, das jetzige „Restaurace Secese“. In den letzten Jahren wurde die Außenfassade des Bahnhofs umfassend restauriert.

## Verkehrsanbindung
Stand Juni 2011 erreichten den Bahnhof täglich je 240 Reisezüge und ebenso viele verließen ihn auch wieder. Brno stellt damit einen wichtigen Eisenbahnknoten im Süden Tschechiens dar. Viele der vor allem internationalen Verbindungen, die vor 1945 existierten, sind nach 1989 nach und nach wiederhergestellt worden, z. B. von und nach Bratislava, Kúty, Trenčín, Košice, Budapest, Wien, Ostseebad Binz, Hamburg, Berlin. Nationale Verbindungen bestehen u. a. in die Hauptstadt Prag, nach Plzeň (Pilsen), České Budějovice (Budweis), Jihlava (Iglau), Břeclav (Lundenburg), Olomouc (Olmütz), Hodonín (Göding), Jeseník (Freiwaldau) und Šumperk (Mährisch Schönberg). Die ehemalige StEG-Strecke von Wien nach Brünn über Hevlín ist allerdings seit 1945 zwischen Hrušovany nad Jevišovkou und Laa an der Thaya (Bahnstrecke Hevlín–Brno) unterbrochen.